# Julio López
Julio Romeo López (Montevideo, 17 luglio 1922 – ...) è stato un pallanuotista uruguaiano che ha partecipato alle Olimpiadi estive del 1948.